# Kadoka (Dakota del Sur)
Kadoka es una ciudad ubicada en el condado de Jackson en el estado estadounidense de Dakota del Sur. En el Censo de 2010 tenía una población de 654 habitantes y una densidad poblacional de 109,17 personas por km².

## Geografía
Kadoka se encuentra ubicada en las coordenadas 43°49′37″N 101°30′19″O / 43.82694, -101.50528. Según la Oficina del Censo de los Estados Unidos, Kadoka tiene una superficie total de 5.99 km², de la cual 5.92 km² corresponden a tierra firme y (1.21%) 0.07 km² es agua.

## Demografía
Según el censo de 2010, había 654 personas residiendo en Kadoka. La densidad de población era de 109,17 hab./km². De los 654 habitantes, Kadoka estaba compuesto por el 81.19% blancos, el 0.46% eran afroamericanos, el 13.3% eran amerindios, el 0% eran asiáticos, el 0% eran isleños del Pacífico, el 0% eran de otras razas y el 5.05% pertenecían a dos o más razas. Del total de la población el 0.15% eran hispanos o latinos de cualquier raza.